# Wunschenberg
Wunschenberg ist ein Gemeindeteil der Gemeinde Kulmain im oberpfälzischen Landkreis Tirschenreuth.

## Geografie
Das Dorf Wunschenberg liegt im Südwesten des Fichtelgebirgestvier Kilometer östlich von deren Hauptort auf der Gemarkung Oberwappenöst.

## Geschichte
Das bayerische Urkataster zeigte Wunschenberg in den 1810er Jahren als kleine Ortschaft, deren sieben Herdstellen sich hufeisenförmig um einen Anger gruppierten. Seit dem bayerischen Gemeindeedikt von 1818 hatte Wunschenberg zur Ruralgemeinde Oberwappenöst gehört, deren Verwaltungssitz sich im Dorf Oberwappenöst befand. Als die Gemeinde Oberwappenöst mit der bayerischen Gebietsreform ihre Selbstständigkeit verlor, wurde Wunschenberg zusammen mit den meisten Gemeindeteilen in die Gemeinde Kulmain eingegliedert. Lediglich Wernersreuth bildete eine Ausnahme; es wurde in die Gemeinde Neusorg umgemeindet.
| Jahr          | 001900 | 001925 | 001950 | 001961 | 001970 | 001987 |
| Einwohnerzahl | 52     | 42     | 46     | 43     | 49     | 53     |